# Las veredas de Saturno
Las veredas de Saturno es una película coproducción de Argentina y Francia  filmada en blanco y negro dirigida por Hugo Santiago según su propio guion escrito en colaboración con Juan José Saer y Jorge Semprún que se estrenó el 20 de abril de 1989 y que tuvo como principales intérpretes a Rodolfo Mederos, Berangère Bonvoisin, Edgardo Lusi y Andrea Aronovich.Tiene el título alternativo de Les trottoirs de Saturne.
El filme fue galardonado con el Premio Cóndor de Plata al mejor guion original por la Asociación de Cronistas de Cine de la Argentina en 1990.

## Reparto
- Rodolfo Mederos
- Berangère Bonvoisin
- Edgardo Lusi
- Andrea Aronovich
- Philippe Llévenot
- Emmanuel Dechartre
- Sophie Locuachevsky
- Diego Más Trelles
- Mónica Mórtola
- Juan Quirno
- Hugo Santiago
- Michel Brokovska
- Patrick Bonel
- Osvaldo Caló
- Tomás Gubitsch
- Catherine Jarret